# James-Edward Ruffier
Pour les articles homonymes, voir Ruffier.
James-Edward Ruffier, né le 24 juillet 1875 à Mèze (Hérault) et mort à Cannes (Alpes-Maritimes) le 17 novembre 1964, est un médecin hygiéniste français à l’origine d’une méthode de culture physique et du test d’effort qui porte son nom.

## Biographie
James-Edward est le fils de Julio Emilio Ruffier (1844-1916), négociant en vins et de Selina Mary Toshach (1850-1918). James-Edward Ruffier marié à Henriette Pérard ont eu un fils Jacques Henry (1903-2000) ayant exercé comme médecin et une fille Jackeline (1917-?). Le docteur Jacques Henry et son épouse Jeanne Duval ont eu une fille, Simone (1919-?).

### La salle de la rue de la Victoire
Dès le début du XXe siècle il dirige une salle de culture physique sise au 35 rue de la Victoire à Paris où il offre à sa clientèle gymnastique orthopédique et médicale associée à l’hydrothérapie et au massage. Il s’inscrit pleinement dans le mouvement amorcé par Edmond Desbonnet et le docteur Georges Rouhet, associant les sports, particulièrement le cyclotourisme, le jiu-jitsu et les jeux à la culture physique. Il publie son premier ouvrage Soyons forts en 1909, véritable traité de culturisme puis entre les deux-guerres un traité de gymnastique médicale (1921) et un traité de massage (1925). Sa doctrine est basée sur la règle physiologique simple et bien connue : « tout organe qui fonctionne à plein se développe au maximum, tout organe qui fonctionne peu dégénère et s’atrophie ».

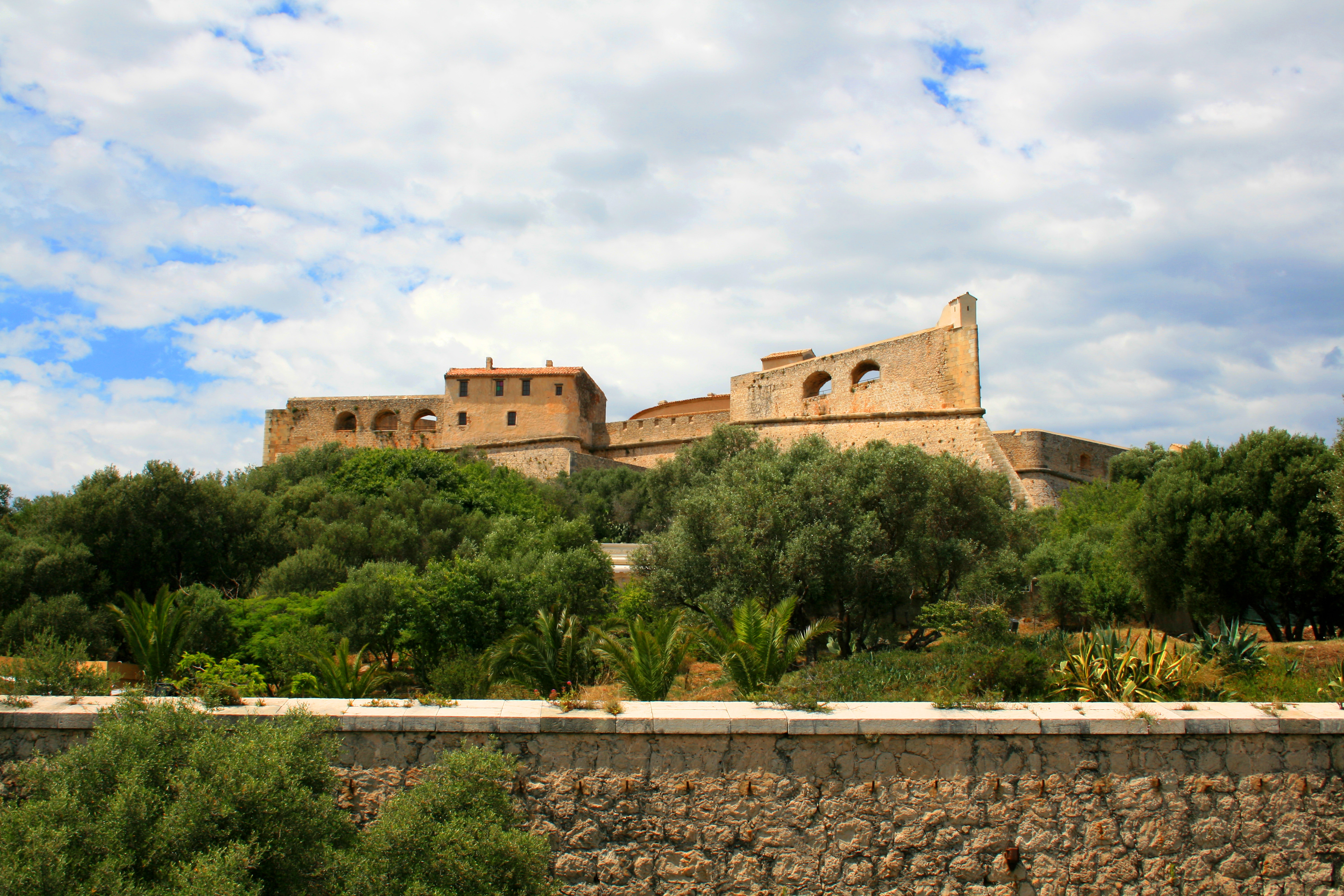
Le fort carré d'Antibes

### Le collège de moniteurs d’Antibes
En 1940 il est nommé médecin du collège national de moniteurs et d'athlètes d’Antibes (CNMA) nouvellement créé et remplacé en 1945 par l'École militaire d'escrime et de sports de combat (EMESC). C’est alors qu’il se consacre particulièrement à l’évaluation des aptitudes physiques et conçoit un test qui reste toujours en usage, le test de Ruffier repris en 1950 par Dickson.

### Le Bocage
Il ouvre ensuite à Cannes une maison de cure physique pour enfants et adolescents, le Bocage. C'est là qu'il décède en 1964 à l'âge de 89 ans. La Fédération européenne de culture physique fondamentale s’appuie toujours sur ses travaux et ses adeptes français poursuivent la pratique de sa méthode à travers une fédération nationale créée en 1980 par transformation de l'association des amis du docteur Ruffier.

## Publications

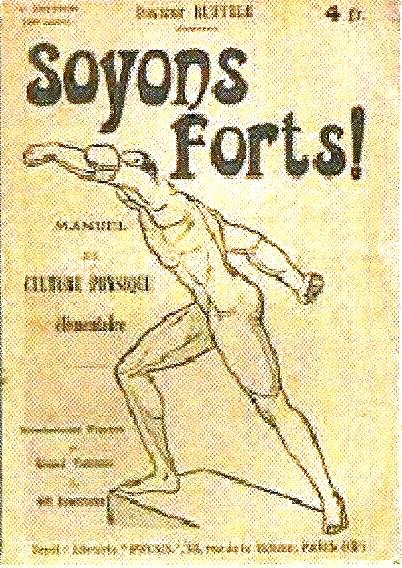
Couverture de Soyons forts (1909)

Ses ouvrages sont en leur temps de véritables traités fondamentaux et certains sont réédités après son décès :
- Jean-Edward Ruffier, Soyons forts, Paris, Physis, 1948 (réédition) 1re édition en 1909, 3e en 1914 ;
- Jean-Edward Ruffier, Ce qui guérit par l'exercice, Paris, Bornemann, 1971 (réédition) 3 tomes ;
- Jean-Edward Ruffier, Traité d'éducation physique, Paris, Physis, 1925 (réédition 1930) 2 tomes ;
- Jean-Edward Ruffier, Traité pratique de gymnastique médicale, Paris, Éditions Dangles, 1948 (réédition) ;
- Jean-Edward Ruffier, Traité pratique de massage, Paris, Éditions Dangles, 1961 (réédition 1979).

On retrouve encore ses ouvrages sur les sites de vente actuels. Le docteur Ruffier a également écrit en 1923 sous le pseudonyme de René Beaumesnil un roman : Anatole Prou, mutilé.

## Titres et récompenses
Jean-Edward Ruffier est :
- chevalier de la Légion d'honneur (1950) ;
- commandeur de l'ordre du Mérite (1957) ;
- prix littéraire de l'association des écrivains sportifs (1959).

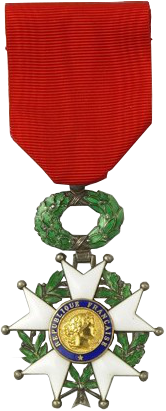
médaille de chevalier de la Légion d’honneur
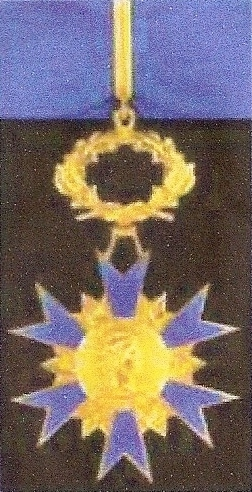
collier de commandeur de l'ordre du Mérite